# 大野みつ子
大野みつ子（おおの　みつこ、1936年 - ）は、日本の女流洋画家、美術教員。

## 略歴
千葉県野田町生まれ。 千葉大学教育学部を卒業。千葉県野田市にて、中央小学校美術教員となる。1964年に日展において初入選、光風会にて1965年に桜賞を受賞。1979年 には日展会友となった。
1990年 、鬼頭鍋三郎賞を受賞。1991年 、ル・サロンにおいて優秀賞を受賞、女流画家協会にて、1993年にマツダ賞を受賞。

## 主な受賞
- 1964年　日展初入選
- 1965年　光風会桜賞
- 1990年　光風会鬼頭鍋三郎賞
- 1991年　ル・サロン優秀賞
- 1993年　女流画家協会マツダ賞